# Двигубский, Алексей Михайлович
Алексе́й Миха́йлович Двигу́бский — офицер Русской императорской армии, участник Первой мировой войны и Белого движения на Юге России, в апреле-июне 1919 — начальник Харьковского центра разведывательного отделения штаба Главнокомандующего Вооружёнными силами Юга России, разведчик, полковник Белой армии, сумевший внедриться в штаб большевиков и существенно повлиять на действия руководства советских республик (УССР и РСФСР) в 1919 году.

## Жизненный путь
Родился в Курской губернии в семье потомственного дворянина. Рано оставшись без родителей, Двигубский переехал в Харьков на попечение дяди — прапорщика в отставке Максимилиана Андреевича Двигубского (22.10.1846 г.р.). Проживал в Харькове на ул. Дворянской (сегодня ул. Чигирина) в доме № 5, принадлежавшем дворянам Бискупским, с 1908 г. — дворянам Лазницким. Именно в доме на Дворянской, 5 позднее была устроена конспиративная квартира, на которую приходили офицеры из добровольческого разведывательного центра, которым руководил А. М. Двигубский. В Первую мировую войну — офицер 69-го пехотного Рязанского полка, полковник. В июле 1917 г. участвовал на стороне войск Временного правительства в штурме Петропавловской крепости в Петрограде. С начала 1918 г. — руководитель подпольной офицерской организации в Харькове.
Генерал А. С. Лукомский так пишет о Двигубском:

Приехав в Харьков в марте 1918 года я, через бывшего члена Государственного совета Н. Ф. Дитмара, связался с группой углепромышленников, которая там субсидировала тайную офицерскую организацию. На квартире одного из членов этой группы я познакомился с полковником [Двигубским — прим.], стоявшим во главе харьковской военной организации,..
В распоряжении харьковской военной организации имелись три тысячи винтовок с достаточным количеством патронов и около двадцати пулемётов.
Была надежда в случае восстания получить четырёхорудийную батарею; личный состав для батареи был подготовлен.
В батальоне, который, по словам полковника, стоявшего во главе организации, можно было собрать в любой момент, числилось около тысячи человек. Кроме того, в списке офицеров, живших в Харькове, числилось около двух тысяч человек. Эти последние офицеры не были посвящены в существующую организацию. Каждый из офицеров батальона должен был в случае необходимости привести 2-3 офицеров, значившихся в списке и лично ему известных.

С марта 1918 г. — в Добровольческой Армии. Сотрудничал с Б. А. Штейфоном, переправленным летом 1918 г. в Харьков для вербовки офицеров в Добровольческую Армию. В конце марта 1919 г. получил задание от командования внедриться в советские структуры с целью шпионажа и подрывной деятельности.

## Разведывательно-диверсионная работа
Двигубскому под именем полковника Захарова, благодаря знакомству с командармом Скачко, удалось в апреле 1919 г. внедриться в штаб 2-й Советской Украинской армии. Внедрившись туда, он начал решать задачу отвлечения сил Красной Армии от Донецкого бассейна, где Добровольческая Армия вела весной 1919 г. изнуряющую борьбу с советскими войсками. Руководимый им Харьковский центр организовал в этот период массу публикаций в печатных изданиях с призывами помочь революции в Венгрии. Часть советских войск была снята с донецкого фронта, что облегчило положение Добровольческой армии.
Двигубскому удалось войти в доверие к командующему Украинским фронтом В. А. Антонову-Овсеенко, а также получить возможность осуществлять личные доклады Л. Д. Троцкому по ключевым вопросам. При его участии была разработана и предложена авантюрная операция по наступлению Красной армии в Румынию с целью установления там советской власти и освобождения Бессарабии. Для выполнения операции на Румынский фронт была переброшена Особая кавалерийская бригада Крюковского, получившая незадолго до этого приказание отправиться в Донецкий бассейн, на борьбу с Добровольческой Армией. Наступление советских войск в Бессарабии окончилось неудачей, причём военспец Двигубский, поставленный руководить в этой операции действиями группы войск Украинской советской армии в составе 1-й Бессарабской дивизии, Тилигульского, Балтского, Приднепровского пехотных полков, Одесского кавалерийского дивизиона и Туземского конного полка, намеренно способствовал провалу наступления, неверными манёврами ухудшая стратегическое положение войск Красной Армии.
В мае 1919 г. Двигубский руководил действиями украинских советских войск против галицийских и петлюровских отрядов, причём регулярно доносил командованию об «ожесточённых боевых действиях», снижая вероятность на переговоры и достижение дипломатической договорённости между советскими и петлюровскими войсками, которая было наметилась после дипломатических переговоров в Киеве
По прибытии в Харьков Двигубский тайно организовал ряд локальных вооружённых выступлений в городе против советской власти, выручал попавших в Чрезвычайную комиссию соратников от расстрела, добиваясь оправдательных приговоров, имея влияние на городское большевистское руководство, либо путём организации побегов. При подходе к городу войск Добровольческой армии в июне 1919 г. под руководством Двигубского и Харьковского центра было поднято восстание с целью освобождения города от советских войск, имевшее половинный успех. Повстанцы отступили из города и дождались вступления в город основных частей, с которыми впоследствии и соединились.
В период контроля Харькова властями ВСЮР в июне — декабре 1919 г. Двигубский являлся одним из самых активных и деятельных членов харьковской контрразведки. Стараниями его отдела были выслежены Слинько и Казимир (Френкель), которые должны были наладить подпольную работу в Харькове. Уничтожены две типографии губернского подпольного комитета большевиков, а их сотрудники арестованы. А 4 октября был арестован весь харьковский подпольный большевистский ревком, ликвидированы более двух десятков явочных квартир. В ноябре отдел Двигубского выследил и уничтожил почти весь третий по счёту харьковский подпольный губернский комитет.

## Документальное отражение
Известен документ, составленный полковником Двигубским, имеющий название «Отчёт о деятельности Харьковского разведывательного центра. Составлен полковником Двигубским, начальником Харьковского центра разведывательного отделения штаба Главнокомандующего Вооружёнными силами Юга России в июне 1919 года.» До Второй мировой войны отчёт хранился в Русском архиве в Праге, в 1945 г. после присоединения Чехословакии к странам Варшавского договора документ попал в Государственный архив Российской Федерации, где находится и теперь. Документ издан в Харькове в 2009 г.